# Victoria Velasco
Victoria Velasco Fuentes (* 5. August 2002 in Monterrey) ist eine mexikanische Radrennfahrerin, die auf Straße und Bahn aktiv ist.

## Sportlicher Werdegang
Velasco stammt aus Monterrey im Bundesstaat Nuevo León. Als Juniorin war sie 2019 Panamerika-Meisterin in der Einerverfolgung. 2020, mit 18 Jahren, gewann sie im Gespann mit Yareli Acevedo den Landesmeistertitel im Madison der Elite, dazu sechs Titel bei den Juniorinnen auf Bahn und Straße.
Im Jahr darauf konnte sie sich auf Anhieb auf nationaler und kontinentaler Ebene in der Elite etablieren. Bei den Landesmeisterschaften im April gelangen ihr drei Einzeltitel. Zusammen mit Acevedo verteidigte sie nicht nur den Titel im Madison, sondern wurde auch Panamerika-Meisterin und siegte mit ihr bei den erstmals ausgetragenen Panamerikanischen Jugendspielen; dazu kamen mehrere weitere Medaillen bei diesen Wettkämpfen. Im Mai 2021 siegte sie bei den mexikanischen Ausscheidungswettkämpfen für die Olympischen Spiele von Tokio und wurde daraufhin für das dortige Omnium-Rennen nominiert. Allerdings hatte der mexikanische Verband nicht bedacht, dass Velasco aufgrund ihrer Jugend an keinem internationalen Qualifikationswettkampf teilgenommen hatte. Die Nominierung wurde daher vom Radsport-Weltverband UCI zurückgewiesen, und Mexiko verlor seinen Quotenplatz im Omnium.
2022 war Velascos herausragendes Resultat der zweite Platz im Omnium beim Nations Cup von Cali. In derselben Disziplin wurde sie 2023 mexikanische Meisterin, Panamerika-Meisterin und Siegerin der Zentralamerika- und Karibikspiele. Hinzu kamen mehrere Medaillen in der Mannschaftsverfolgung mit dem mexikanischen Team. Durch ihre Leistungen trug Velasco erheblich dazu bei, dass Mexiko einen Platz für den olympischen Omnium-Wettkampf 2024 erhielt, für den sie erneut nominiert wurde.
Velasco vertrat Mexiko regelmäßig bei Bahnradsport-Weltmeisterschaften, als Juniorin auch bei den Straßenradsport-Weltmeisterschaften 2019. 2023 und 2024 wurde sie vom US-amerikanischen Kontinentalteam Roxo Racing unter Vertrag genommen, mit denen sie Kriteriums in der inzwischen aufgelösten National Cycling League fuhr.

## Erfolge
2019
 Panamerika-Meisterin (Junioren) – Einerverfolgung
 Panamerika-Meisterschaften (Junioren) – Mannschaftsverfolgung (mit Yareli Acevedo, Katis Martinez und Melanie Castañeda)
 Panamerika-Meisterschaften (Junioren) – Straßenrennen
2020
 Mexikanische Meisterin – Madison (mit Yareli Acevedo)
 Mexikanische Meisterin (Junioren) – Ausscheidungsfahren, Omnium, Punktefahren, Scratch, Einerverfolgung
 Mexikanische Meisterin (Junioren) – Einzelzeitfahren
2021
 Mexikanische Meisterin – Punktefahren, Scratch, Einerverfolgung, Madison (mit Yareli Acevedo)
 Panamerika-Meisterin – Madison (mit Yareli Acevedo)
 Panamerika-Meisterschaften – Scratch, Mannschaftsverfolgung (mit Yareli Acevedo, Sofía Arreola und Romina Hinojosa)
 Panamerika-Meisterschaften – Omnium
 Panamerikanische Jugendspiele (U23) – Madison (mit Yareli Acevedo)
 Panamerikanische Jugendspiele (U23) – Mannschaftsverfolgung (mit Yareli Acevedo, Nicole Cordova und Romina Hinojosa)
2022
 Mexikanische Meisterin – Omnium, Madison (mit Yareli Acevedo)
 Panamerika-Meisterschaften – Mannschaftsverfolgung (mit Yareli Acevedo, Nicole Cordova und Antonieta Gaxiola)
 Panamerika-Meisterschaften – Omnium
2023
 Mexikanische Meisterin – Omnium
 Panamerika-Meisterin – Omnium
 Panamerika-Meisterschaften – Mannschaftsverfolgung (mit Sofía Arreola, Antonieta Gaxiola, Lizbeth Salazar und Yareli Acevedo)
 Zentralamerika- und Karibikspiele – Omnium, Mannschaftsverfolgung (mit Antonieta Gaxiola, Yareli Acevedo und Lizbeth Salazar)
 Panamerika-Spiele – Mannschaftsverfolgung (mit Lizbeth Salazar, Antonieta Gaxiola und Yareli Acevedo)
2024
 Panamerika-Meisterschaften – Punktefahren
 Panamerika-Meisterschaften – Mannschaftsverfolgung (mit Yareli Acevedo, Antonieta Gaxiola und Lizbeth Salazar)